# Waco (Nebraska)
Waco è un villaggio degli Stati Uniti d'America della contea di York nello Stato del Nebraska. La popolazione era di 236 persone al censimento del 2010.

## Storia
Waco ha avuto il suo inizio nel 1877 quando la Chicago, Burlington and Quincy Railroad è stata estesa fino a quel punto. Prende il nome dalla città di Waco nel Texas, la città natale di uno dei primi coloni.

## Geografia fisica
Waco è situata a 40°53′48″N 97°27′42″W (40.896565, -97.461554).
Secondo lo United States Census Bureau, ha un'area totale di 0,23 miglia quadrate (0,60 km²).

## Società

### Evoluzione demografica
Secondo il censimento del 2010, c'erano 236 persone.

### Etnie e minoranze straniere
Secondo il censimento del 2010, la composizione etnica del villaggio era formata dal 97,0% di bianchi, lo 0,4% di afroamericani, l'1,3% di altre razze, e l'1,3% di due o più etnie. Ispanici o latinos di qualunque razza erano il 2,5% della popolazione.